# Silvia Zarza Bris
Silvia Zarza Bris (* 30. April 1977 in Madrid) ist eine ehemalige spanische Fußballspielerin.

## Karriere

### Vereine
Zarza gehörte im Seniorinnenbereich zuletzt in der Saison 2000/01 dem in der División de Honor vertretenen CF Pozuelo de Alarcón an, bevor sie von 2001 bis 2003 für den Ligakonkurrenten UD Levante in der – durch Namensänderung bedingten – Superliga, die seinerzeit höchste Spielklasse im spanischen Frauenfußball, zum Einsatz kam. Am Ende ihrer zweiten Saison gewann sie mit der Mannschaft das Double. Anschließend war sie von 2003 bis 2009 Spielerin des AD Torrejón CF, bevor sie ihre Spielerkarriere beendete.

### Nationalmannschaft
Zarza bestritt für die A-Nationalmannschaft 36 Länderspiele. Mit ihr nahm sie an der vom 29. Juni bis zum 12. Juli 1997 in Norwegen und Schweden ausgetragenen Europameisterschaft teil und bestritt lediglich das erste Spiel der Gruppe A beim 1:1-Unentschieden gegen die Nationalmannschaft Frankreichs, bevor sie in der 65. Minute ausgewechselt wurde. Später wurde sie im ersten Spiel der Qualifikationsgruppe 2 für die vom 5. bis zum 19. Juni 2005 anstehende Europameisterschaft in England, beim 1:0-Sieg über die Nationalmannschaft der Niederlande in Zwolle, eingesetzt.

## Erfolge
- Spanischer Meister 2002
- Spanischer Pokalsieger 2002